# Gilbert Fox
Gilbert Fox, né en 1917, est un écrivain américain.

## Biographie
Gilbert Fox a participé, dans les années 1960, au succès des pulp fictions érotiques avec des romans hétérosexuels, mais aussi de nombreuses nouvelles lesbiennes.
Il écrivait sous trois pseudonymes : Dallas Mayo, Kimberly Kemp et Paul V. Russo,.

## Œuvre
Dallas Mayo
- 1961 : A Need For Love - Midwood 100
- 1961 : House Of Sin - Midwood 122
- 1961 : Kitten - Midwood 98
- 1962 : Voluptuous Voyage - Midwood F198
- 1962 : The Trouble With Red Heads - Kozy Books K155
- 1963 : When Lights Are Low - Midwood F315
- 1964 : Pretty Puppet - Midwood F371
- 1964 : The Easy Way - Midwood 32-421
- 1965 : Pagan Summer - Midwood 32-465
- 1967 : No Men Wanted - Midwood 34-858

Kimberly Kemp
- 1962 : A Bit Of Fluff - Midwood F256
- 1962 : Lap Of Luxury - Midwood F214
- 1962 : Love Like A Shadow - Midwood F141
- 1962 : Perfume And Pain - Midwood F162
- 1963 : Different - Midwood F331
- 1963 : Pampered - Midwood S277
- 1964 : A Labor Of Love - Midwood 32-411
- 1964 : A World All Their Own - Midwood F352
- 1964 : Party Time - Midwood 32-426
- 1964 : Play With Me - Midwood 34-269
- 1964 : The House Guest - Midwood F381
- 1965 : Coming Out Party - Midwood 32-448
- 1965 : Private Party - Midwood 32-479
- 1966 : The Last Resort - Midwood 32-584

Paul V. Russo
- 1961 : One Flesh - Midwood 83
- 1962 : Appointment For Sin - Midwood F217
- 1963 : Party Girls - Midwood F282
- 1964 : Dance Of Desire - Midwood F389
- 1965 : Alone At Last - Midwood 32-523
- 1965 : Exotic Escapade - Midwood 32-507
- 1965 : Into The Fire - Midwood 32-435
- 1967 : Pick-Up - Midwood 34-875
- 1968 : Forbidden Love - Midwood 35-174

## Couverture de livre

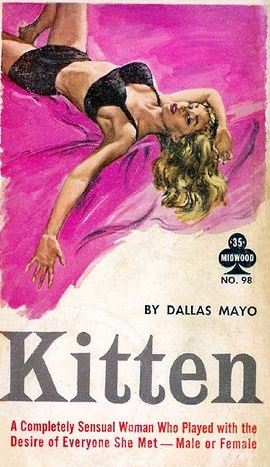
Kitten par Dallas Mayo.
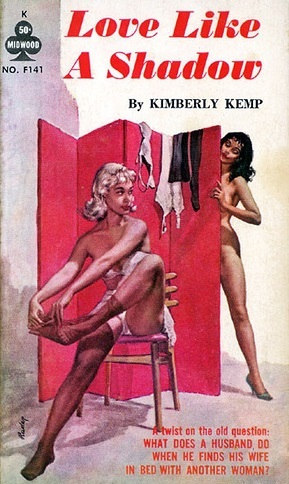
Love Like a Shadow par Kimberly Kemp.
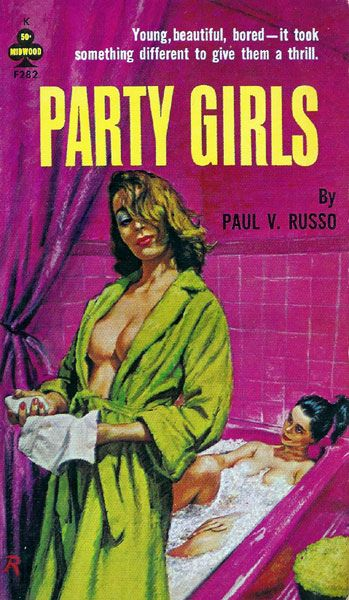
Party Girls par Paul V. Russo.